# Tove Alsterdal
Tove Kerstin Alsterdal (Malmö, 28 dicembre 1960) è una scrittrice, giornalista e sceneggiatrice svedese.

## Biografia
Nata nel 1960 a Malmö, ha studiato giornalismo alla Kalix Folkhögskola.
Ha esordito nel 2009 con il thriller Corpi senza nome e in seguito ha pubblicato altri 5 romanzi.
Particolarmente apprezzata all'interno del noir scandinavo, ha vinto in due occasioni, 2014 e 2020, il Premio svedese per la letteratura gialla.
Nel 2021 è stata insignita del premio Glasnyckeln per il romanzo Rotvälta.

## Opere (parziale)

### Romanzi
- Corpi senza nome (Kvinnorna på stranden, 2009), Milano, Sperling & Kupfer, 2011 traduzione di Anna Grazia Calabrese ISBN 978-88-200-5079-5.
- I tystnaden begravd (2012)
- Quella gelida notte a Stoccolma (Låt mig ta din hand, 2012), Roma, Newton Compton, 2015 traduzione di Lisa Raspanti ISBN 978-88-541-8093-2.
- Vänd dig inte om (2016)
- Il tunnel dei morti (Blindtunnel, 2019), Milano, SEM, 2020 traduzione di Gabriella Diverio ISBN 978-88-93902-43-4.
- Rotvälta (2020)
- Slukhål (2021)

## Premi e riconoscimenti
- Premio svedese per la letteratura gialla: 2014 per Quella gelida notte a Stoccolma e 2020 per Rotvälta
- Glasnyckeln: 2021 per Rotvälta